# Antonio Beccadelli
Antonio Beccadelli, detto Il Panormita (Palermo, 1394 – Napoli, 19 gennaio 1471), è stato un poeta, storico e scrittore italiano, esponente di spicco dell'Umanesimo. Fu il fondatore nel 1458, a Napoli, del Porticus Antonianus, oggi accademia Pontaniana, una delle primissime accademie fondate in Europa, la prima del Regno di Napoli e la più antica d'Italia tuttora esistente.

## Biografia

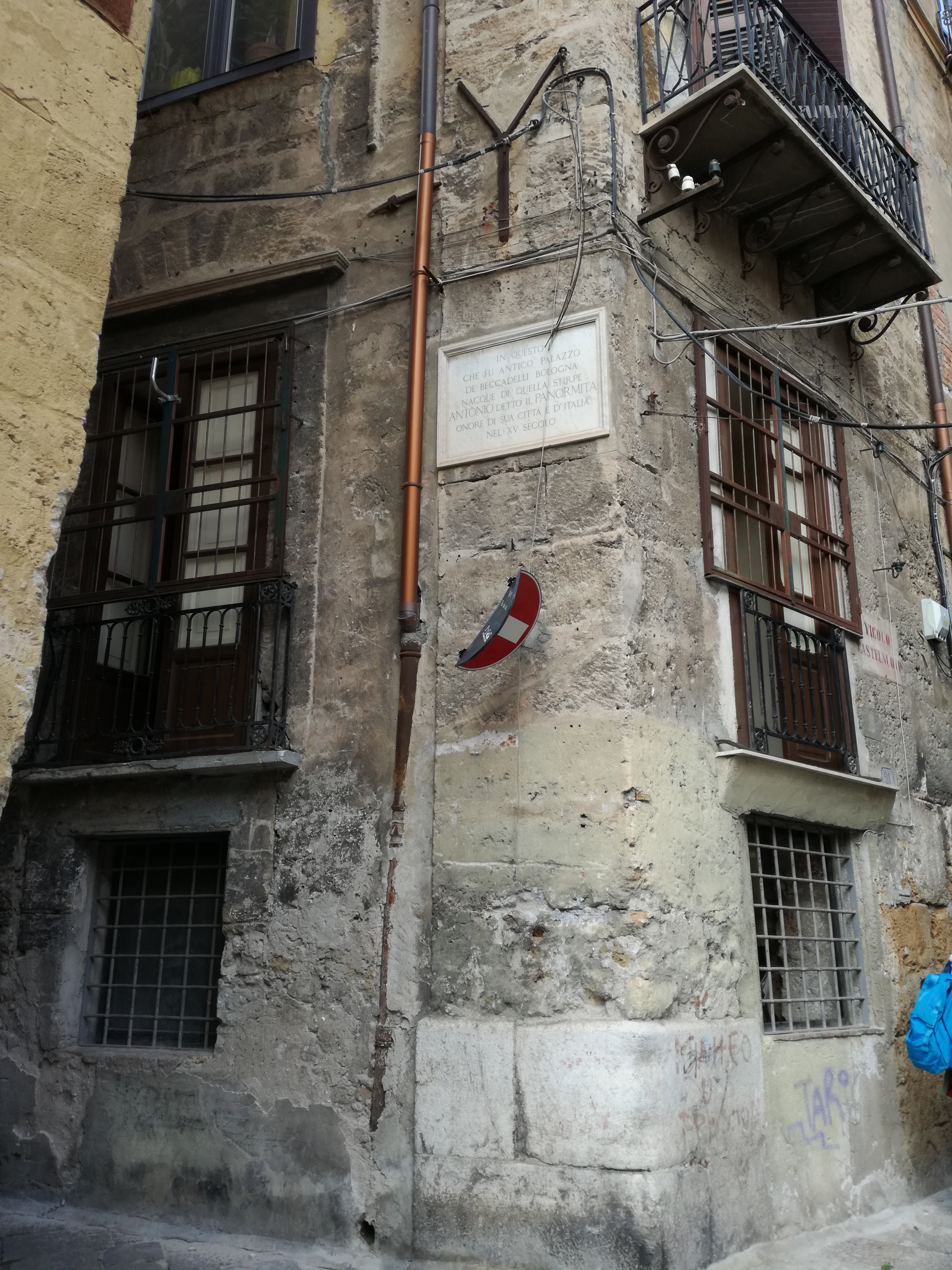
Casa natale del poeta (palazzo Beccadelli poi Sarcì) a Palermo

Benché appartenente alla nobile famiglia bolognese dei Beccadelli, il soprannome deriva dalla sua città natale, Palermo (Panormum), da cui si trasferì per girovagare nei principali centri culturali italiani dell'epoca: Firenze,  Padova, Siena, Roma, Napoli, Pavia.
Nella città lombarda gli fu conferito l'insegnamento dell'eloquenza e qui scrisse i commentari alle commedie di Plauto e le Epistole Gallicae; a Pavia fu anche poeta alla corte di Filippo Maria Visconti.
Nel 1442 divenne ambasciatore a Parma e successivamente giunse a Napoli alla corte di Alfonso V d'Aragona diventandone consigliere e panegirista.
Nel 1448, in un ambiente culturalmente fervido come era quello della corte aragonese, fondò  l'Accademia Pontaniana (prima Accademia Antoniana, in seguito ribattezzata Pontaniana in onore dell'umanista Giovanni Pontano).
Tra le sue opere più celebri vanno annoverate l'Hermaphroditus (1425), raccolta in latino di epigrammi dai contenuti erotici piuttosto audaci, le Epistolae campanae (uscite postume nel 1474) e dell'opera De dictis et factis Alphonsi regis Aragonum.